# Carl Mayet

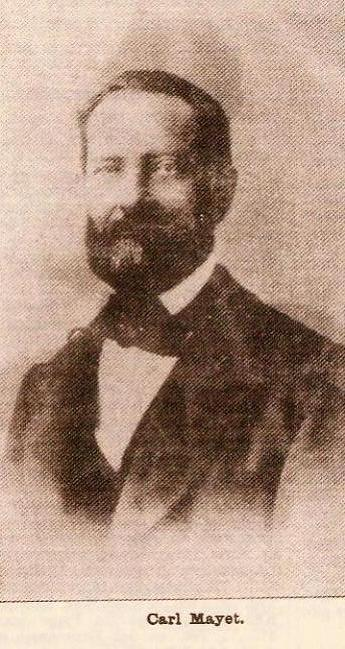
Carl Mayet (Foto ca. Mitte des 19. Jh.)

Carl Mayet (* 11. August 1810 in Berlin; † 18. Mai 1868 ebenda) war ein deutscher Schachspieler.

## Leben
Mayet stammte aus einer Hugenottenfamilie. Er war bis 1828 Schüler im ältesten noch bestehenden Gymnasium in Berlin, dem Gymnasium zum Grauen Kloster, und studierte danach Jura in Berlin und Heidelberg. Neben Ludwig Bledow, Paul Rudolf von Bilguer, Tassilo von Heydebrand und der Lasa und Wilhelm Hanstein (ein Vetter Mayets) war er nach 1836 einer der führenden Meisterspieler Berlins und Mitglied des Berliner Siebengestirns. Er steuerte wertvolle Eröffnungsanalysen über die Spanische Partie zur ersten Ausgabe des Bilguerschen Handbuchs bei.
Mayet, Justizrat und später als Rechtsanwalt und Notar beim Stadtgericht Berlin beschäftigt, war zunächst 1840 für einige Jahre nach Potsdam und Stettin versetzt worden. Im Jahr 1851 heiratete er in Halle die Tochter des Theologen Julius August Ludwig Wegscheider, mit der er zwei Töchter hatte. In die preußische Hauptstadt zurückgekehrt, war er in den 1850er Jahren und danach der letzte aktive Spieler des Siebengestirns. Neben den Wettkämpfen im Kreise der Berliner Meister trat er auch gegen andere führende Schachspieler seiner Zeit an, u. a. – jeweils in Berlin – gegen József Szén (1839 +2 =1), Augustus Mongredien (1845 +3 =1 −3), Daniel Harrwitz (um die Jahreswende 1847/48 +2 =2 −5) und Jean Dufresne (1853 +5 -7). Zwischen 1850 und 1868 spielte Mayet häufig gegen Adolf Anderssen, wenn dieser auf der Durchreise oder in den Ferien Berlin besuchte. Als Anderssen 1859 ein paar Tage in Berlin weilte, gewann Mayet „in den beiden schnell ausgefochtenen Wetten von je sieben Gewinnspielen je eine Partie“, und im April 1865 erzielte er in acht Partien zwei Siege und ein Remis.
Mayet nahm am Schachturnier zu London 1851 (dem ersten internationalen Schachturnier der Neuzeit) teil, doch unterlag er bereits in der ersten Runde gegen Hugh Alexander Kennedy und schied aus. Er nahm 1853 an der ersten Vereinsmeisterschaft der Berliner Schachgesellschaft teil und wurde nach Jean Dufresne und Max Lange Dritter.
Die Variante 1. e2–e4 e7–e5 2. f2–f4 e5xf4 3. Sg1–f3 g7–g5 4. Lf1–c4 Lf8–g7 5. d2–d4 d7–d6 6. c2–c3 im Königsspringergambit ist nach ihm benannt.